# 城南街道 (荆州市)
城南街道，是中华人民共和国湖北省荆州市荆州区下辖的一个乡镇级行政单位。

## 行政区划
城南街道下辖以下地区：
新风社区、御河社区、梅村社区、白龙社区、荆西社区、新民社区、学堂洲社区、五里桥社区和四机社区。